# Ministre-président de la région de Bruxelles-Capitale
Le ministre-président de la région de Bruxelles-Capitale est le chef du gouvernement de la région de Bruxelles-Capitale.

## Nomination

### Procédure
Le ministre-président est désigné par le gouvernement régional en son sein, selon la règle du consensus. Si celui-ci ne peut être dégagé, le ministre-président est élu au scrutin secret et à la majorité absolue.
L'élection est ratifiée par le roi des Belges.

## Titulaires
| Titulaire    | Titulaire                 | Parti | Mandat                                                      | Gouvernement          | Coalition             | Coalition       | Législature (Élection) |
| Titulaire    | Titulaire                 | Parti | Mandat                                                      | Gouvernement          | Français              | Néerlandais     | Législature (Élection) |
| ------------ | ------------------------- | ----- | ----------------------------------------------------------- | --------------------- | --------------------- | --------------- | ---------------------- |
|              | Charles Picqué            | PS    | 12 juillet 1989 - 15 juillet 1999 (10 ans et 3 jours)       | Picqué I              | PS, PSC, FDF          | CVP, SP, VU     | 1re (1989)             |
| Picqué II    | Charles Picqué            | PS    | 12 juillet 1989 - 15 juillet 1999 (10 ans et 3 jours)       | PS, PRL-FDF           | 2e (1995)             | CVP, SP, VU     |                        |
|              | Jacques Simonet           | PRL   | 15 juillet 1999 – 18 octobre 2000 (1 an, 3 mois et 3 jours) | Simonet I             | PRL-FDF, PS           | CVP, VLD, SP    | 3e (1999)              |
|              | François-Xavier de Donnea | PRL   | 18 octobre 2000 – 6 juin 2003 (2 ans, 7 mois et 19 jours)   | de Donnea             | PRL-FDF, PS           | CVP, VLD, SP    | 3e (1999)              |
|              | Daniel Ducarme            | MR    | 6 juin 2003 – 18 février 2004 (8 mois et 12 jours)          | Ducarme               | MR, PS                | CD&V, VLD, SP   | 3e (1999)              |
|              | Jacques Simonet           | MR    | 18 février – 13 juillet 2004 (4 mois et 25 jours)           | Simonet II            | MR, PS                | CD&V, VLD, SP   | 3e (1999)              |
|              | Charles Picqué            | PS    | 13 juillet 2004 – 7 mai 2013 (8 ans, 9 mois et 24 jours)    | Picqué III            | PS, cdH, Ecolo        | VLD, sp.a, CD&V | 4e (2004)              |
| Picqué IV    | Charles Picqué            | PS    | 13 juillet 2004 – 7 mai 2013 (8 ans, 9 mois et 24 jours)    | Open VLD, CD&V, Groen | PS, cdH, Ecolo        | 5e (2009)       |                        |
|              | Rudi Vervoort             | PS    | Depuis le 7 mai 2013 (11 ans, 10 mois et 8 jours)           | Vervoort I            | PS, Ecolo, cdH        | 5e (2009)       | Open VLD, CD&V, Groen  |
| Vervoort II  | Rudi Vervoort             | PS    | Depuis le 7 mai 2013 (11 ans, 10 mois et 8 jours)           | PS, DéFI, cdH         | Open VLD, sp.a, CD&V  | 6e (2014)       |                        |
| Vervoort III | Rudi Vervoort             | PS    | Depuis le 7 mai 2013 (11 ans, 10 mois et 8 jours)           | PS, Ecolo, DéFI       | Groen, Open VLD, sp.a | 7e (2019)       |                        |

## Annexe